# Saint-Antoine-l'Abbaye
Saint-Antoine-l'Abbaye är en kommun i departementet Isère i regionen Auvergne-Rhône-Alpes i sydöstra Frankrike. Kommunen ligger i kantonen Saint-Marcellin som tillhör arrondissementet Grenoble. År 2016 hade Saint-Antoine-l'Abbaye 1 195 invånare.

## Befolkningsutveckling
Antalet invånare i kommunen Saint-Antoine-l'Abbaye
Referens:INSEE